# SP 38

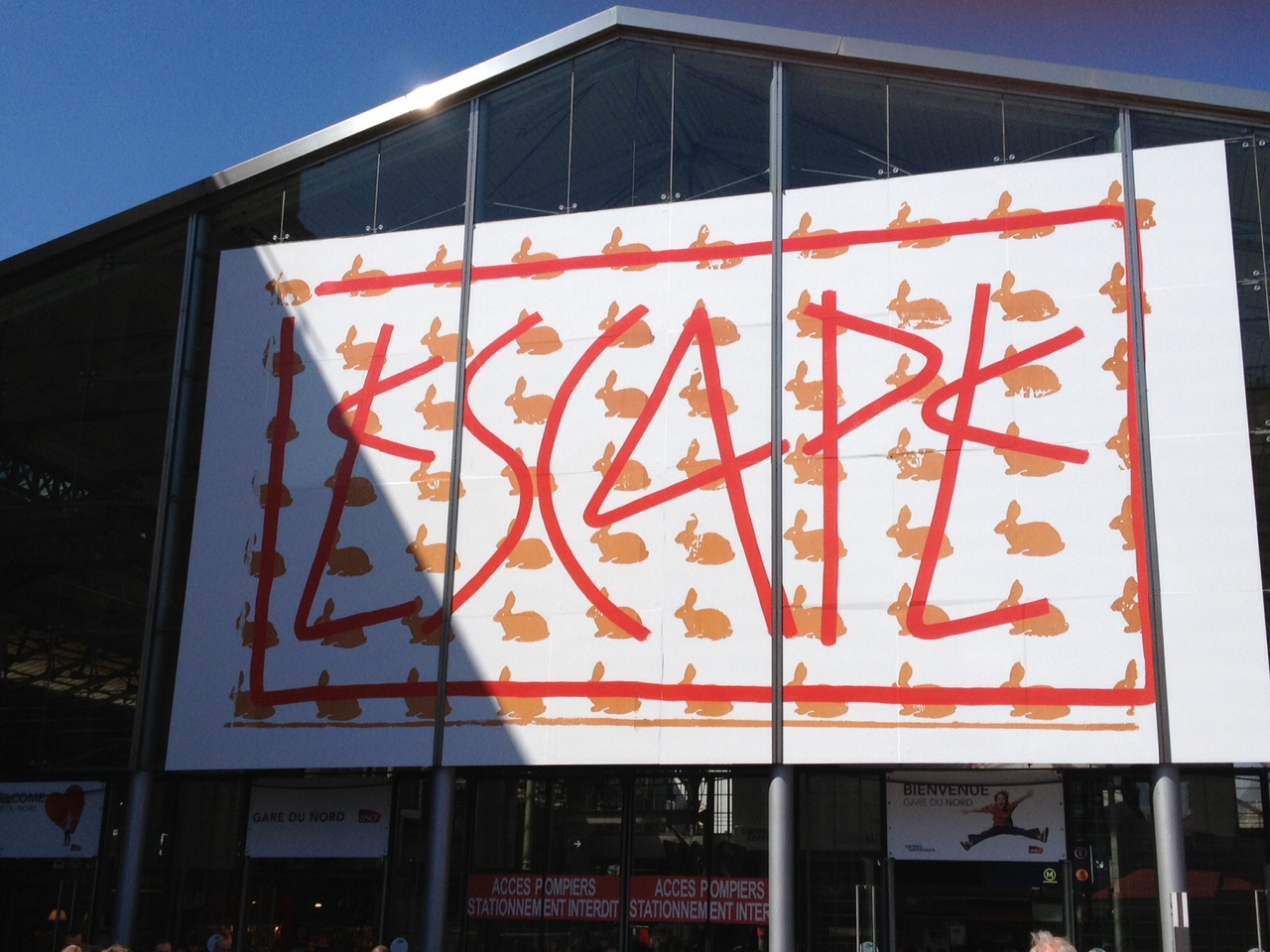
"Escape" (acerca de 6 x 12 metros), obra de SP 38 en una de las principales entradas de la "gare du Nord" (Estación del Norte), París (Francia), junio-octubre de 2015

Sylvain Perier, cuyo nombre artístico es SP 38, es un pintor francés nacido en 1960 en Coutances, en Normandía (Francia). En línea con el movimiento de la Figuration Libre a sus inicios artísticos, esta figura internacional en el arte urbano, quién pega carteles y hace performances, ha realizado obras en muchos países.

## Biografía
Sylvain Perier nació en Coutances, en la Manche, en 1960, donde pasó su juventud. Después de dos años de formación en el taller de arte La Poulinière, en Saint-Lô, estudió en la Universidad de Bellas Artes de Cherburgo (1976-1979).
Vivió en París durante catorce años, 1981-1995. En primer lugar se instaló en el barrio de Saint-Germain-des-Prés. Luego se movió mucho en París, donde trabajó en muchas sentadillas artísticas  : CAES, Boinod, le Garage 53, Europaint, Trévise, Forge de Belleville, Turquetil, rue du Dragon, White Street, la Grange aux Belles... Es uno de los principales fundadores del movimiento de arte underground Zen Copyright, que incluye, entre otros artistas : Pierre Davis-Dutreix, Momo, Pedrô!, Yarps, Ed. Néant y Myster X.
En 1985, SP 38 participó en la primera reunión del movimiento del grafiti y arte urbano en Bondy (Francia), a la iniciativa del grupo VLP, junto con Speedy Graphito, Miss Tic, Epsylon Point, Blek le rat, Futura 2000, Nuklé-Art, Jef Aérosol, Banlieue-Banlieue…
En 1987, participó en la exposición "Free Art, l'année Beaubourg", organizada con motivo del décimo aniversario del Centre Pompidou, en París, junto con Monique Peytral, Jean Starck, Robert Combas, Miss Tic, François Boisrond, Lolochka, Jérôme Mesnager, Henri Schurder, Daniel Baugeste, Jef Aérosol, les VLP, Ody Saban, Pascal Barbe, Paella Chimicos, Epsylon Point, Banlieue-Banlieue, Rafael Gray, Frédéric Voisin…
SP 38 pasó mucho tiempo en la calle Dénoyez, en Belleville, en el distrito 20 de París, donde cubrió las paredes con sus carteles pintados, y exhibió en la galería Frichez-nous la paix. Era muy activo en esta calle, hasta la desaparición de este lugar emblemático del grafiti parisino, en el verano de 2015.
En agosto de 1995, se mudó a Berlín (Alemania), la ciudad que "representaba todo lo que era posible en el arte urbano". Ahí encuentra sentadillas artísticas : Tacheles, Acud, Prora en Rügen, la galería Blühende Landschaften, Stattbad. Pega carteles en las paredes de la ciudad con lemas irónicos como "Larga vida a la burguesía", "Viva la crisis".
Desde 2008, SP 38 ha estado muy activo en la aventura literaria y artística "Instin" iniciada en 1997 por el escritor francés Patrick Chatelier, pegando carteles "INSTIN" en las paredes de muchas ciudades del mundo.
Hoy en día, en 2025, SP 38 es viviendo en Francia, en Normandía, y en Berlín, en Alemania.

## Exposiciones y performances
Lista incompleta.
| 2019 | - Unite Korea, exposición - Galerie Pont des arts, Coutances, Francia - SPARALLÈLE38, exposición - Galerie Lithium, París, Francia - Post Korean Popup Show, exposición - Seúl, Corea del Sur - Serigraffeur Galerie, exposición - Berlín, Alemania |
| 2018 | - deTour Festival "Trial and Error", exposición - Hong Kong - Art Studio, exposición - Jeonju, Corea del Sur - The Box Factory, exposición - OMAE Gallery, Seúl, Corea del Sur - Street Art City - Lurcy-Lévis, Francia - Post-Vandal Residency 3 - Lab 29, Seúl, Corea del Sur - Post-Vandal Residency 2 - Urban Spree Gallery y Boddinale, Berlín, Alemania - Coloriage géant, exposición - Office franco-allemand pour la Jeunesse (OFAJ), Berlín, Alemania |
| 2017 | - No Exit, Street Art Festival - Bangkok, Tailandia - Made in Berlin, exposición - Galería Le Cabinet d'amateur, París, Francia - Erased, exposición - Galería Frichez-nous la Paix, París, Francia - Street art Residency - Seúl, Corea del Sur - Street Art / Inventory, murales - Open Walls Gallery, Berlín, Alemania |
| 2016 | - Open Walls Gallery, exposición - Berlín, Alemania - Murales - Seúl, Corea del Sur - Village Voice - Berlín, Alemania - Ralentir Street Art - musée de La Poste, París, Francia - Instin en Estambul, colajes - Turquía |
| 2015 | - Escape (Legalize Freedom), exposición - Quin Hotel, Nueva York, Estados Unidos - Instin en Nueva York, colajes - Estados Unidos - Art Résidence Paris Gare du Nord, Quai 36, exposición y performances - París, Francia - Rue Instin, performances y arte urbano - rue Dénoyez, París, Francia - Exposición colectiva y performance - Galería Le cabinet d'amateur, París, Francia - La friche, la fin, la fête - Galería Frichez-nous la Paix, rue Dénoyez, París, Francia |
| 2014 | - Rousseau sur 1 plateau - París, Francia - No Money No Art - Berlín, Alemania - Street collective 2 - París, Francia - Rencontres - Mers-sur-Indre, Francia - Paris Zone libre 3 - París, Francia - Mural Biennal - Dongpirang, Corea del Sur - Typozine - Varsovia, Polonia - Haribo Verboten - Berlín, Alemania - Inspire Collective - Jerusalén, Israel - Instin en Berlín, colajes - Alemania |
| 2013 | - Reclaim Your City - Berlín, Alemania - Druck Berlin - Berlín, Alemania - Mythiq 27, exposición - Espace Cardin, París, Francia - Graves - Victoriaville, Canadá - Following or not - Nueva York, Estados Unidos - Under pressure - Montreal, Canadá - Viva ! - Montreal, Canadá - Street art - Le Cosset, Francia - Ex voo - Avallon, Francia - The urban artist home - Bruselas, Bélgica - Collective street 1 - París, Francia - Paris Zone Libre 2 - París, Francia - Cut - Berlín, Alemania - Instin en Toronto, colajes - Canadá - Les murs ont la parole - París, Francia - Instin en Montpellier, colajes - Francia - Escapade en librairie - Montpellier, Francia - Mix art - Berlín, Alemania |
| 2012 | - An art market in the bath - Berlín, Alemania - Arts fund exhibition - Boulan Hotel, Miami, Estados Unidos - The future starts now - Galería Neurotitan, Berlín, Alemania - Blue Wind International Multimedia Art Festival, performance - Myanmar (Birmania) - Korean Experimental Arts Festival - Seúl, Corea del Sur - International performance art festival - Anyang, Corea del Sur - Paris Zone Libre - Galería Frichez-nous la Paix, París, Francia - Escape, International Performance Festival - Berlín, Alemania - The Stroke Urban Artfair - Berlín, Alemania |
| 2011 | - Print Making Festival - Estonia * Hunger, performance - Berlín, Alemania - Artaq, taller de creación y realización de un mural para la ciudad de Angers, Francia - Keaf, performance y arte urbano - Seúl, Corea del Sur - Viva Montreal, performance, arte urbano - Montreal, Canadá - Fresh paint, exposición - Montreal, Canadá - Grabowsee, arte urbano - Berlín, Alemania - Print festival - Berlín, Alemania - Tama tupada, performance, arte urbano - Filipinas - Obseded 3, performance - Nueva York, Estados Unidos - Dissidents, exposición - Berlín, Alemania |
| 2010 | - Beyond pressure, performance, arte urbano - Yangon, Myanmar (Birmania) - Keaf, performance, arte urbano - Seúl, Corea del Sur - 360 years in exile, artista en residencia - Gangjin, Corea del Sur - Artaq, arte urbano - Berlín, Alemania - Diverse universe, performance - Berlín, Alemania - Ravy 2010, performance - Yaundé, Camerún - Crane in K.Faust, arte urbano - Hannover, Alemania - Printemps des Poètes, arte urbano - Berlín, Alemania - Le MUR, 3 years, arte urbano - París, Francia - Reclaim your city, arte urbano - Berlín, Alemania - Warter, exposición - Berlín, Alemania |
| 2009 | - Vive la poésie, Printemps des Poètes - Berlín, Alemania - Viva Montréal, performance, arte urbano - Montreal, Canadá - Zaz, performance, arte urbano - Tel Aviv, Jerusalén, Israel - Du street art à la campagne, exposición - Le Cosset, Francia - Arrêt sur parcours, arte urbano, exposición - Chevigny, Francia - Urban affairs extented, arte urbano, exposición - Berlín, Alemania - Papergirl, exposición - Berlín, Alemania - Drucker Festival, exposición - Berlín, Alemania - Museum of Capitalism - Berlín, Alemania |
| 2008 | - In graafika, performance, exposición - Pärnu, Estonia - 1968 – 1989, agit prop - Universidad de las Artes, Berlín, Alemania - Squatt the world, con LAB 39 - París, Francia - Not a penny off the pay, arte urbano - Brístol, Reino Unido - Urban affairs, arte urbano - Berlín, Alemania - Le MUR, arte urbano - París, Francia - Instin en Arcueil, performance, arte urbano - Francia - 400 ml, exposición - París, Francia - Volks Luxus, exposición - Berlín, Alemania - 12 days for X.mas, arte urbano - Brístol, Reino Unido |
| 2007 | - In graafika, performance, exposición - Pärnu, Estonia - Pig me !, exposición - Berlín, Alemania - C.S.T, exposición - Feldkirch, Austria - D.universe 3, performance, arte urbano - Estonia, Finlandia - Fleischerei in Paris, exposición - París, Francia - Open Space, exposición, performance - Berlín, Alemania - KEAF, performance, arte urbano - Seúl, Corea del Sur - Post Korea show, exposición - Berlín, Alemania |
| 2006 | - Reveversible 2, exposición - Feldkirch, Austria - 1 week, exposición - Berlín, Alemania - Street art workshop - Seúl, Corea del Sur - The world is everywhere - Hanyang, Corea del Sur - After vive la bourgeoisie, exposición - Berlín, Alemania - Inoperable, exposición, arte urbano - Viena, Austria - Blue S, exposición - Cosset, Francia - Viva Montreal, performance, arte urbano - Montreal, Canadá - Desformes, performance, arte urbano - Santiago, Chile - Dites 33, exposición - París, Francia - Schichtwechsel plakatwettbewerb, exposición - Schaan, Liechtenstein - After Seoul Montreal Santiago, exposición - París, Francia                                                        |
| 1991 | - Art Co'91, Arco de la Defensa : primer apoyo oficial del Ministerio de la Cultura al movimiento de arte urbano francés - París, Francia |
| 1989 | - Galería Monti-Curi, exposición - París, Francia |
| 1988 | - L'Urbaine, exposición y performances al club nocturno La Locomotive - París, Francia - Exposición B'Art-Cloche - París, Francia |
| 1987 | - Free Art, l'année Beaubourg, exposición al Free-Time frente al Centre Pompidou - París, Francia |
| 1985 | - Exposición en el Bar L'Hélium - París, Francia - Primera reunión del movimiento del grafiti y arte urbano, a la iniciativa del grupo VLP, junto con Speedy Graphito, Miss Tic, Epsylon Point, Blek le rat, Futura 2000, Nuklé-Art, Jef Aérosol, Banlieue-Banlieue… - Bondy, Francia |